# Sister Act, acte 2 (bande originale)
Pour les articles homonymes, voir Sister Act (homonymie).
Albums de Miles Goodman et divers artistes
Sister Act
(1992)
Sister Act: Back in the Habit - Songs from the Motion Picture Soundtrack, est la B.O., distribué par Hollywood Records du compositeur Miles Goodman accompagné de différents artistes, du film musical américain, Sister Act, acte 2, réalisé par Bill Duke et sortie en 1993.

## Liste des titres
| 1.    | The Greatest Medley Ever Told                      | Deloris & The Ronelles       | 4:03 |
| 2.    | Never Should've Let You Go                         | Hi-Five                      | 4:42 |
| 3.    | Get Up Offa That Thing / Dancing in the Street     | Deloris and The Sisters      | 3:21 |
| 4.    | Oh Happy Day                                       | The St. Francis Choir        | 3:59 |
| 5.    | Ball of Confusion (That's What The World Is Today) | Deloris and The Sisters      | 2:28 |
| 6.    | His Eye is on the Sparrow                          | Tanya Blunt et Lauryn Hill   | 4:30 |
| 7.    | A Deeper Love                                      | Aretha Franklin              | 4:05 |
| 8.    | Wandering Eyes                                     | Nuttin' Noyce                | 3:43 |
| 9.    | Pay Attention                                      | Valeria Andrews et Ryan Toby | 4:30 |
| 10.   | Ode to Joy                                         | The Chapman College Choir    | 1:33 |
| 11.   | Joyful, Joyful                                     | The St. Francis Choir        | 4:21 |
| 12.   | Ain't No Mountain High Enough                      | Deloris and the Cast         | 3:02 |
| 44:17 |                                                    |                              |      |

## Musiques additionnelles
- Outre les titres présents, sur l'album, on entend aussi durant le film les morceaux suivants[5] :
  - Love Child
    - Écrit par Frank E. Wilson
    - Interprété par Whoopi Goldberg

  -  Itsy Bitsy Teenie Weenie Yellow Polka Dot Bikini
    - Écrit par Paul Vance & Lee Pockriss
    - Interprété par Whoopi Goldberg